# Kurangai tuku
Kurangai Tuku är en ogress som terroriserade maorierna i Nya Zeeland. Hon levde i bergstrakterna och hade vingar av skinn som en fladdermus, långa, starka ben och stora läppar som användes till att suga åt sig fåglar. Kurungai Tuku kidnappade folk, liksom Keenkengs i Australien, ett folkslag av gigantiska läderlappsvarelser som tillbad en eldgud som begärde människooffer.